# Encephalartos middelburgensis
Encephalartos middelburgensis Vorster, 1989 è una pianta appartenente alla famiglia delle Zamiaceae, endemica del Sudafrica.

## Descrizione
È una cicade a portamento arborescente, con fusto eretto o decombente, alto sino a 10 m e con diametro di 35–45 cm, spesso con fusti secondari che si originano da polloni basali.

Le foglie, pennate, disposte a corona all'apice del fusto, sono lunghe 1,2-1,5 m, sorrette da un picciolo lungo 30–40 cm con base densamente tomentosa, e composte da numerose paia di foglioline lanceolate, coriacee, lunghe sino a 20 cm, con margine intero o occasionalmente con una sola spina sul margine inferiore e apice acuminato.

È una specie dioica, con esemplari maschili che presentano da 1 a 8 coni cilindrici o strettamente ovoidali, eretti, lunghi 30–55 cm e larghi 8–12 cm, di colore verde e ricoperti da un tomento brunastro, ed esemplari femminili con 1-6 coni cilindrici, lunghi circa 35–45 cm e larghi 17–20 cm, dello stesso colore dei coni maschili.

I semi sono grossolanamente ovoidali, lunghi 3-3,5 cm, ricoperti da un tegumento dal giallo al bruno.

## Distribuzione e habitat
L'areale di questa specie è ristretto alla parte superiore del bacino dell'Olifants River, nei distretti di Witbank e Middelburg delle provincie di Gauteng e Mpumalanga (Sudafrica). Si trova ad altitudini comprese tra 1100 e 1400 m.

## Conservazione
La popolazione di E. middelburgensiss ha subito negli ultimi decenni un costante declino, dovuto in gran parte alla raccolta illegale per il mercato del collezionismo, ed è attualmente stimata in circa 120 esemplari. Per tale motivo la IUCN Red List la classifica come specie in pericolo critico di estinzione (Critically Endangered).

La specie è inserita nella Appendice I della Convention on International Trade of Endangered Species (CITES)